# نیازوف عبدالوحید ولیدوویچ
نیازوف عبدالوحید ولیدوویچ(به روسی: Абдул-Вахед Валидович Ниязов) رئیس بخش اجتماعی شورای مفتیان روسیه می‌باشد.

## زندگی
عبدالوحید نیازوف در ۲۳ آوریل سال ۱۹۶۹ در شهر امسک روسیه چشم به جهان گشود. اصلیت وی تاتار می‌باشد. او دارای تحصیلات عالی است و درجه فوق لیسانس را از دانشکده مدیریت دولتی و تولید کار دانشگاه دولتی علوم انسانی روسیه دریافت نمود. دومین مدرک فوق لیسانس خود را از آکادمی خدمات دولتی روسیه تحت نظر رئیس‌جمهور فدراسیون روسیه کسب کرد.
- از ماه آوریل ۱۹۹۱ تا زمان حال ریاست مرکز فرهنگ اسلامی روسیه یعنی بخش اجتماعی شورای مفتیان روسیه[۲] را بر عهده دارد.
- از ماه فوریه ۱۹۹۴ به سمت معاونت رئیس کمیته اجرایی مرکز عالی هماهنگی اداره روحانیت مسلمان روسیه برگزیده شد.
- از ماه مه ۱۹۹۵ به عضویت هیئت رئیسه اتحادیه مسلمانان روسیه درآمد.
- در پاییز ۱۹۹۸ به عنوان رئیس شورای جنبش اجتماعی سیاسی سراسری روسیه به نام «رفاه» منتخب شد.
- در ۱۹ دسامبر ۱۹۹۹ با عضویت در حزب جنبش بین‌المللی وحدت (مدوید) به عنوان نماینده مجلس دومای دولتی مجمع فدرالی روسیه منتخب گردید[۳] و در آنجا به سمت معاون رئیس کمیسون برنامه‌ریزی و سازماندهی فعالیت‌های دومای دولتی روسیه برگزیده شد.
- از ماه مه سال ۲۰۰۱ به عنوان رئیس شورای سیاسی حزب اوراآسیایی «اتحادیه وطن پرستان روسیه» آغاز به فعالیت نمود.
- از ماه اوت سال ۲۰۰۵ به سمت معاون رئیس «اتحادیه اسلامی اروپایی» انتخاب شد.
- از ماه سپتامبر سال ۲۰۰۵ به عنوان عضو هیئت رئیسه و پس از آن عضو شورای سیاسی فدرالی حزب سیاسی «وطن پرستان روسیه» برگزیده گردید.
- از ماه آوریل سال ۲۰۰۶ به سمت معاون رئیس جشنواره بین‌المللی سینمای اسلامی «منبر طلایی» انتخاب گردید.
- در سال ۲۰۰۷ مرکز فرهنگ اسلامی روسیه به ریاست عبدالوحید نیازوف به عنوان بخش اجتماعی شورای مفتیان روسیه محسوب گردید.

### جوایز
او بخاطر خدمت شایسته در ارتش و احداث راه‌آهن بین دریاچه اورال و رودخانه آمور مفتخر به دو مدال گردید.

### زندگی شخصی
او متأهل است و دارای دو فرزند پسر می‌باشد.

## فعالیت‌ها در چهارچوب مرکز فرهنگی اسلامی روسیه
مرکز فرهنگی اسلامی روسیه به ریاست عبدالوحید نیازوف فعالیت‌های زیادی را با نهادهای دولتی و اتحادیه‌های اجتماعی و رسانه‌های جمعی انجام داده است. بخاطر وجود این مرکز برگزاری روزهای فرهنگی اسلامی درروسیه به سنت تبدیل شده و برای اولین بار در کشور برنامه‌های تلویزیونی اسلامی «کل سوره‌های قرآن» و «هزار و یک روز دایرالمعارف اسلامی» پخش گردیدند.
در سال‌های ۹۰ مرکز فرهنگی اسلامی روسیه به ایجاد روند برگزاری حج در روسیه و احداث بیش از هفتاد مسجد در نقاط مختلف کشور کمک شایانی نمود و در شکل‌گیری زیربناهای آموزشی شرکت داشت و تحت ریاست روحانیتی که تا کنون به فعالیت مشغول است به وحدت روحانیت مسلمان در شورای مفتیان روسیه مساعدت نمود.
عبدالوحید نیازوف با شرکت در توسعه گفتگوها و همکاری‌های بین ملتی و بین ادیانی توانست روابط سازنده‌ای را بین ساختارهای اسلامی و ادیان اصلی روسیه به ویژه کلیسای ارتدوکس روسیه ایجاد نماید. تحت ریاست عبدالوحید نیازوف، روسیه توانست روابط خوبی را با واتیکان و دالایی لاما و دیگر مراکز مذهبی جهان برقرار سازد.
عبدالوحید نیازوف طی بیست سال اخیر مبتکر کنفرانس‌ها و میز گردهاو دیدارهای بین ادیانی بوده و در برنامه‌های همکاری بین انجمنی وبرنامه‌های مقابله با تروریسم، افراط طلبی، حس ناسیونالیستی، تنفر از اسلام وخارجی‌ها شرکت داشته و به حل وفصل اوضاع جمهوری چچن مساعدت نموده است. دراوایل سال‌های ۹۰ عبدالوحید نیازوف به مثابه رئیس مرکز فرهنگی اسلامی روسیه ابتکار الحاق روسیه به سازمان کنفرانس اسلامی را ارائه داد. او نه تنها متوجه فواید راهبردی بلکه فواید اقتصادی دراین سازمان برای کشور روسیه شد.
این ابنکا ر از حمایت گسترده‌ای از طرف مسلمانان روسیه برخوردار شد و بالاخره بخاطر وجود اراده نیک و حسن نیت ولادیمیر پوتین، روسیه در سال ۲۰۰۵ به عنوان ناظر در سازمان کنفرانس اسلامی منتخب گردید. مرکز فرهنگی اسلامی روسیه همیشه خواستار سیاست خارجی چند جانبه، و همکاری‌های متوازن بین دولتی روسیه با غرب و شرق می‌باشد.
بدنبال این اصل، همکماری‌های سازنده‌ای با بزرگترین سازمان‌های بین‌المللی اسلامی از جمله سازمان کنفرانس اسلامی، لیگ جهانی اسلامی، سازمان جهانی فراخوان اسلامی ایجاد گردید.
عبدالوحید نیازوف و مرکز فرهنگی اسلامی روسیه به ریاست وی به‌طور پیوسته ارتباطات تجاری خود را با مجامع اسلامی بیش از بیست کشور اروپایی و چهل کشور اسلامی حفظ می‌نماید. تقریباً طی ۲۰ سال مرکز فرهنگی اسلامی روسیه بیست کنفرانس و همایش بین‌المللی بزرگ، ده‌ها میز گرد و سمپوزیوم و مراسم دیگری را برگزار نموده که هم در روسیه و هم در کشورهای خارجی از واکنش گسترده‌ای برخوردار گردید.
طی سال‌های اخیر مرکز فرهنگی اسلامی روسیه تحت ریاست عبدالوحید نیازوف مستقیماً در طرح‌هایی که برای امت مسلمان روسیه آشناست شرکت نمود، از جمله می‌توان از برگزاری کنفرانس بین‌المللی " روسیه – جهان اسلام: همکاری در راستای ثبات " در ماه سپتامبر سال ۲۰۰۹، آماده‌سازی نظریه شبکه تلویزیونی اسلامی که ابتکار آن در سال ۲۰۰۹ به وسیلهٔ دیمیتری مدودف رئیس‌جمهور سابق روسیه ارائه گردید، و همچنین تحقق طرح وحدت ساختارهای مرکزی روحانیت اسلامی که از طرف هر سه رهبر مهم مسلمانان روسیه، «راویل عین الدین» رئیس شورای مفتیان روسیه و «طلعت تاج الدین» رئیس اداره مرکزی روحانیت مسلمان و «اسماعیل بردیف» رئیس مرکز هماهنگی مسلمانان قفقاز شمالی مورد تأیید قرار گرفت.

## اظهار نظرات رهبران اسلامی روسیه درباره عبدالوحید نیازوف
«دمیر گیزاتولین» معاون اول رئیس شورای مفتیان روسیه:
مرکز فرهنگی اسلامی روسیه نه تنها بخش اجتماعی شورای مفتیان روسیه بلکه قدیمی‌ترین سازمان اجتماعی مسلمانان روسیه بشمار می‌رود. این مرکز حدود بیست سال است که به فعالیت مشغول می‌باشد و در سال‌های اخیر به بخش اجتماعی شورای مفتیان روسیه مبدل گردیده و به‌طور پیگیرانه طرح‌های گسترده‌ای را در راستای همبستگی مجامع اسلامی روسیه و گسترش تصویر حقیقی اسلام درجامعه روسیه عملی می‌سازد.
عبدالوحید نیازوف رئیس مرکز فرهنگی اسلامی روسیه یکی از باتجربه‌ترین و مؤثرترین رجال اجتماعی امت مسلمان روسیه بشمار می‌رود. ما خیلی متشکریم از اینکه آواز صمیم قلب در عرصه تعلیمات اسلامی تلاش می‌کند. طی این سال‌ها شورای مفتیان روسیه با حضور و کمک مستقیم عبدالوحید نیازوف ده‌ها مراسم را برگزارکرده وارتباطات سازنده‌ای را با رهبران جهان اسلام مستحکم نموده است. برادر ما سال‌های متمادی را به مساعدت در روند صلح در قفقاز و نزدیک شدن مواضع رهبران اسلامی روسیه و رشد و توسعه گفتگوهای بین ادیانی وبین ملیتی پرداخت.
من مطمئن هستم که مسلمانان روسیه آگاهند که چه کسی واقعاً در راه خداوند متعال و در راستای خیر و برکت امت مسلمان ما و کل جامعه روسیه از صمیم قلب تلاش می‌کند و اینکه این روند به همبستگی تمام مجامع اسلامی روسیه که سال‌ها درانتظار آن بودند ختم خواهد شد و به رشد کل جامعه و استحکام میهن ما منجر می‌شود.
«اسماعیل بردیف» رئیس مرکز هماهنگی مسلمانان قفقاز شمالی و رئیس اداره روحانیت مسلمان کارا چوا – چرکسی و استان استاوراپل
در خصوص عبدالوحید نیازوف باید یاد آور شوم که مرکز فرهنگی اسلامی روسیه بخش ساختاری واجتماعی شورای مفتیان روسیه محسوب می‌گردد؛ و نیازوف فردیست که راویل عین الدین رئیس شورای مفتیان روسیه اختیارات حمایت از شورای مفتیان روسیه را درمذاکرات با ساختارهای روحانی دیگر، سازمان‌ها ورجال اجتماعی، به وی محول کرده‌است.
عبدالوحید نیازوف طی سال‌های گذشته فعالیت‌های بی اندازه‌ای را در جهت خیر و برکت اسلام در روسیه انجام داده است. صدها و ده‌ها کنفرانس، دیدار با رهبران مذهبی، سیاستمداران، رجال اجتماعی و همه بخاطر وجود انرژی بسیار زیاد وی وتوانایی به تفاهم رسیدن با مردم و برقراری ارتباط و آشتی دادن برادران، تحقق یافته‌است.
«مقدس بیبارسف» رئیس اداره روحانیت استان ساراتف
عضو هیئت رئیسه شورای مفتیان روسیه:
عبدالوحید نیازوف رئیس قانونی قدیمی‌ترین سازمان اجتماعی اسلامی درخاک روسیه می‌باشد (مرکز فرهنگی اسلامی روسیه در سال ۱۹۹۱ تأسیس گردید). مرکز فرهنگی اسلامی روسیه بخش اجتماعی شورای مفتیان روسیه محسوب می‌گردد ضمناً تصمیم گنجاندن این مرکز درشورای مفتیان جمعاً دریکی از جلسات شورای مفتیان روسیه گرفته شد یعنی مورد موافقت بخش اعظم شورای مفتیان روسیه قرار گرفت.
مرکز فرهنگی اسلامی روسیه فعالیت‌های بسزایی را درراستای احیای اسلام انجام داد ومتأسفانه فعلاً درکشورما شخصیت اجتماعی اسلامی درسطح عبدالوحید نیازوف وجود ندارد. امت اسلامی ما نیازمند به چنین شخصیتهای بزرگی است.
«نفیع الله عشیروف» رئیس اداره روحانیت مسلمان بخش آسیایی روسیه وعضو هیئت رئیسه شورای مفتیان روسیه:
وحدت مراکز روحانیت مسلمان، آن چیزیست که اکثریت مسلمانان برایش تشنه‌اند. چنین و حدتی لازم و مورد نیاز است. فعالیت‌هایی که عبدالوحید نیازوف انجام می‌دهد برای امت مسلمان سودمند و لازم است.
«احمد عبدالله اف» رئیس اداره روحانیت مسلمان جمهوری داغستان :
طی مدتی که من با برادر عبدالوحید آشنا هستم، از وی هیچ چیز دیگری را بغیر از آرزوی سود رسانی به مجامع اسلامی کشور ندیدم. او الحق از صمیم قلب نگران سرنوشت مسلمانان و اسلام در کشور ماست و تا آنجائی که برایش امکان دارد تلاش می‌نماید تا وضعیت آن‌ها را بهبود بخشد. او درراستای دستیابی به درک بهتر ووحدت بین ادارات روحانیت مسلمان فعالانه مساعدت می‌نماید برای نمونه او در آخرین سفرش به داغستان با دلسوزی و تشویش خاطر عمیق با ما در خصوص معضلات بسته شدن مساجد سنی‌ها در آذربایجان صحبت نمود واین امر گویای آنست که او از صمیم قلب نگران امور امت مسلمان می‌باشد.
«علی یفتیف» رئیس اداره روحانیت مسلمان آستیای شمالی – آلانیا :
عبدالوحید نیازوف رئیس مرکز فرهنگی اسلامی یعنی بخش اجتماعی شورای مفتیان محسوب می‌گردد و بدین ترتیب کل عملکردهای وی با کسب اجازه و رهنمودهای راویل عین الدین رئیس شورای مفتیان روسیه انجام می‌گیرد. نیازوف موضع شورای مفتیان روسیه و نه موضع شخصی خود را بیان می‌نماید و عملکردهای وی را می‌توان به مثابه دستورهای راویل عین الدین تلقی کرد
در خصوص فرایند وحدت، من از عبدالوحید نیازوف بخاطر فعالیت‌هایی که او در راستای وحدت مسلمانان روسیه انجام می‌دهد متشکرم. او برادر بسیار زحمتکش و مستعد به کاری است که از صمیم قلب نگران موضوع وحدت می‌باشد.
«رشید خالیکف» رئیس اداره روحانیت مسلمان جمهوری ماردوویا :
در خصوص عبدالوحید نیازوف باید گفت که هیچ‌کس نمی‌تواند انکارکند که او یکی از اولین کسانی است که از ابتکار وحدت طلعت تاج الدین حمایت کرد و در راستای تحقق این هدف تلاش فراوانی نمود. اما نیازوف تمام این فعالیت‌ها را مستقلانه انجام نمی‌دهد وفقط با موافقت «راویل عین الدین» که بنظر من بی شک رهبر واقعی مسلمانان روسیه محسوب می‌گردد فعالیت می‌کند.
«منصور جلال الدینف» امام شهر قازان :
اگر بگوئیم که عبدالوحید نیازوف نقش بسزا و مثبتی را در امور مجامع اسلامی روسیه ایفا می‌کند، می‌توان گفت که چیزی نگفته‌ام. من با برادر عبدالوحید از سال‌های ۹۰ آشنا هستم واحترام فراوانی برایش قائل هستم. باید بگویم که امت مسلمان روسیه با کمبود جدی چنین رجال اجتماعی مؤثر و نوگرا که قادرند با موفقیتی چشمگیر با دولتمردان و نمایندگان مجلس و رهبران مذهبی ارتباط برقرار کند، مواجه است. به ویژه می‌خواهم خاطرنشان کنم که اخیراً وقتی رئیس اداره مرکزی روحانیت مسلمان «طلعت تاج الدین» فراخوان وحدت مسلمانان روسیه را ارائه نمود، آقای عبدالوحید یکی از اولین شخصیت‌هایی بود که به فراخوان وی واکنش نشان داد و به دستور راویل عین الدین رئیس شورای مفتیان روسیه امکان و چشم‌انداز این وحدت را بررسی نمود. عبدالوحید نیازوف بر موضع لزوم دستیابی به وحدت مسلمانان روسیه بسیار پافشاری می‌کند.
«آناربک ژونوسف» امام شهر امسک در اداره روحانیت مسلمان بخش آسیایی روسیه:
ما برادر وهم ولایتی خود عبدالوحید نیازوف را مدت‌های مدیدی است که می‌شناسیم. او نه تنها برای مسلمانان منطقه بلکه برای برقراری واحیای اداره روحانیت مسلمان بخش آسیایی روسیه که یکی از بزرگترین سازمان‌های اسلامی روسیه است تلاش بسیار زیادی را انجام داد.